# Francisco de la Cuesta

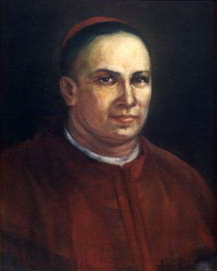
Francisco de la Cuesta.

Francisco de la Cuesta, O.S.H. (Colmenar de Oreja, 1658 - 30 de mayo de 1724) fue un religioso español de la Orden de San Jerónimo. 

## Biografía
Tras pasar más de 30 años de su vida en el monasterio de San Lorenzo de El Escorial, el rey Carlos II le presentó para ocupar el arzobispado de Manila, donde entre 1719 y 1721 desempeñó también el puesto de gobernador general de las islas Filipinas. En 1723 viajó a Nueva España para tomar posesión del obispado de Michoacán, pero murió pocos días después de su llegada.
| Predecesor: Diego Camacho y Ávila              | Arzobispo de Manila 28 de abril de 1704 - 23 de septiembre de 1723          | Sucesor: Carlos Bermúdez de Castro         |
| Predecesor: Fernando Manuel de Bustillo        | Gobernador general de Filipinas 11 de octubre de 1719 - 6 de agosto de 1721 | Sucesor: Toribio José Cosio y Campo        |
| Predecesor: Felipe Ignacio Trujillo y Guerrero | Obispo de Michoacán 23 de septiembre de 1723 - 30 de mayo de 1724           | Sucesor: Juan José de Escalona y Calatayud |